# بروتين ناقل

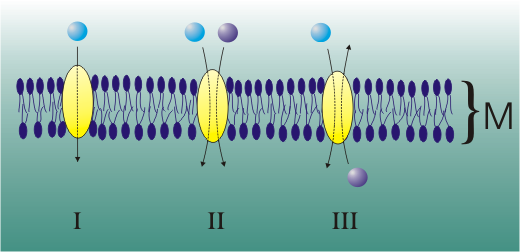

البروتين الناقل (ويشار إليه بأسماء متنوعة أخرى مثل مضخة عبر غشائية أو بروتين مرافق أو بروتين نقل الحمض أو بروتين نقل الأيونات الموجبة أو بروتين نقل الأيونات السالبة) هو البروتين الذي يقوم بوظيفة تحريك المواد ضمن الكائن الحي. يعتبر البروتين الناقل مهما لنمو وحياة كل الكائنات الحية. هناك أنواع مختلفة ومتعددة من البروتينات الناقلة.
تعد البروتينات الحاملة نوعا من البروتينات التي تشارك في تحريك الأيونات والجزيئات الصغيرة أو الجزيئات الكبيرة؛ كالبروتينات الأخرى، عبر غشاء حيوي.